# Бабаяннис, Теодорос
Теодо́рос Бабая́ннис (греч. Θεόδωρος Aνδρέου Βαβαγιάννης; 1905, Филиатра — 1988, Афины) — греческий дирижёр и музыкальный педагог.
Учился в Афинской консерватории у Филоктитиса Икономидиса (композиция) и Ивана Бутникова (оркестровка), затем долгие годы был учеником и ассистентом Димитриса Митропулоса, в 1938—1939 гг. совершенствовал своё мастерство в Берлине у Вальтера Гмайндля и Курта Томаса. Преподавал в Афинской консерватории с 1932 по 1975 гг., где среди его учеников были, в частности, Мильтиадес Каридис и Димитрис Фабас. В 1942—1943 гг. — главный дирижёр оркестра Афинской консерватории, преобразованного затем в Афинский государственный оркестр, который Бабаяннис в 1957 г. снова возглавил. Выступал пропагандистом музыки первой половины XX века: произведений Богуслава Мартину, Пауля Хиндемита, Артюра Онеггера, Альбера Русселя.